# Nens de Rússia

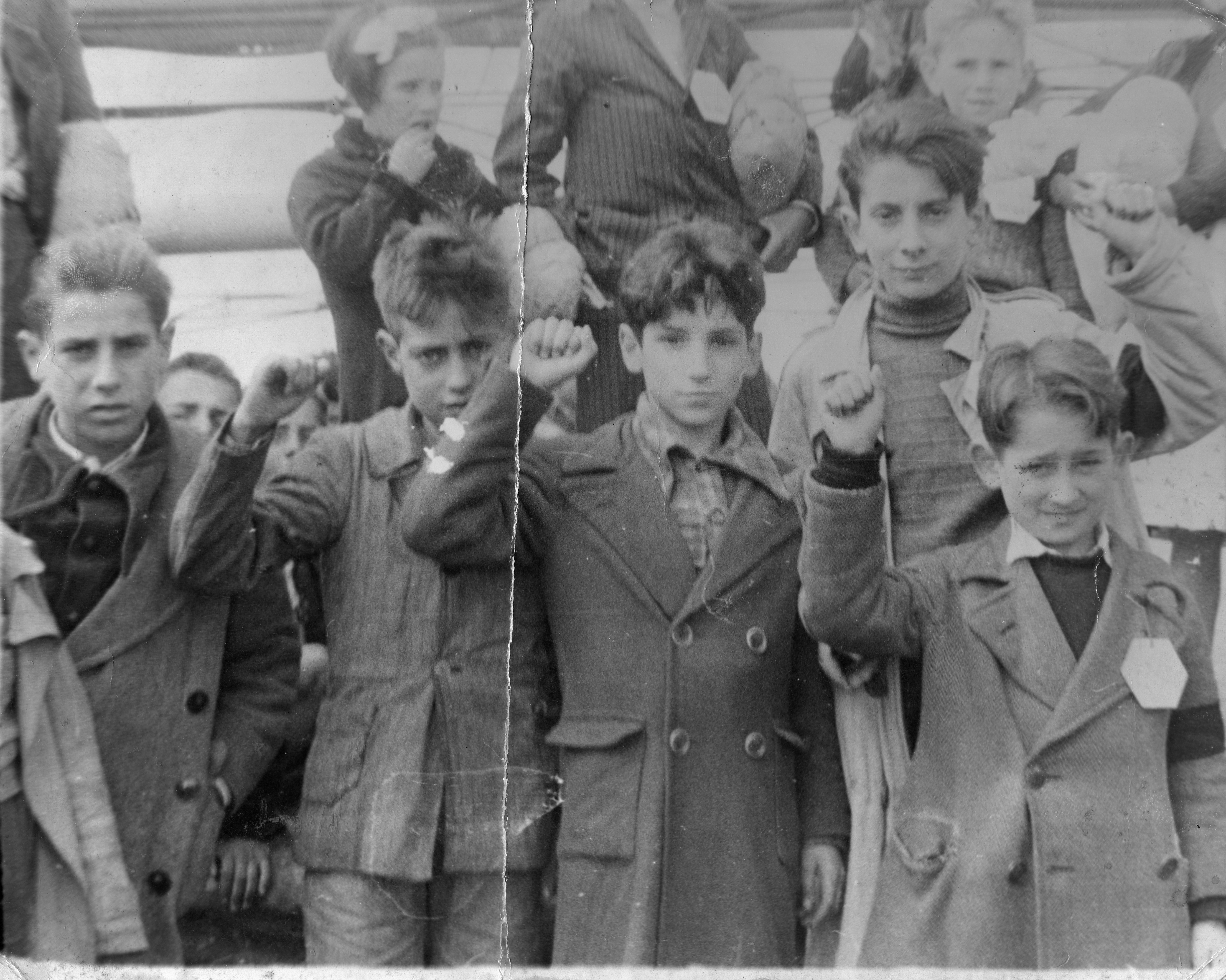
Nens, fent la salutació republicana, preparant-se per l'evacuació durant la Guerra Civil espanyola. La fotografia ha estat donada a Wikipedia Commons per Olga Brocca Smith, i està dedicada a totes les víctimes innocents de la guerra.

Els nens de Rússia o nens de la guerra són uns 3.000 nens que foren evacuats com a refugiats a la Unió Soviètica per causa de la Guerra Civil espanyola, principalment el 1937 des del País Basc. Així com els evacuats a altres països (uns 34.000 nens en total) van tornar majoritàriament abans que acabés la guerra, els retorn dels evacuats a Rússia es va complicar per causa de la Segona Guerra Mundial i de les diferències ideològiques entre els règims dels dos estats, i no van tornar fins al 1956.